# Autoroute A18 (Italie)

Aperçu du tracé de l'A18.

Pour les articles homonymes, voir A18.
L'autoroute italienne A18 est une autoroute payante entre Messine et Catane, d'une longueur de 76 km, qui est gérée par le Consorzio per le Autostrade Siciliane. Un prolongement a été réalisé entre Syracuse et Gela.
Elle est raccordée à l'A20 Messine-Palerme, au périphérique de Catane et à l'A19 Catane-Palerme. À l'origine elle devait aller jusqu'à Syracuse et Gela. En 2008, il est question de la prolonger vers Gela-Castelvetrano afin de la raccorder à l'A29.
La deuxième partie, longue de 59 km, va de Syracuse à  Modica. Le tracé entre Modica et Ragusa est en projet. La section Syracusa-Modica n'est pas à peage.
L'A18 est aussi une section de la route européenne 45, reliant Karesuando (en Laponie suédoise) à Gela. Longue de 4 920 kilomètres, l'E45 est la plus longue route européenne nord-sud.

## Historique
Le Consorzio per le Autostrade Siciliane a été fondé en 1997 après la dissolution des trois anciens consortiums autoroutiers concessionnaires de l'ANAS : Messine-Catane, Messine-Palerme et Syracuse-Gela. Il s'agit d'un organisme public régional (Ente Pubblico Regionale) qui n'est pas de nature économique et qui est uniquement subordonné à la région Sicile.

## L'autoroute en 2008
Le tracé Messine-Catane, long de 76 km est entièrement ouvert aux usagers. En 2003, on a dénombré vingt-huit millions de véhicules.
Depuis 2023, il est possible de parcourir entièrement les 140 km qui séparent Messine de Syracuse et l'autoroute a une longueur de 200 km jusqu'à Modica. Pour la section Modica-Gela, les travaux ne sont pas encore commencés.

### Tableau du tracé

#### Tronçon Messine-Catane
| A18 MESSINE - CATANE |                                                          |       |       |          |                  |
| Type                 | Affichage                                                | ↓km↓  | ↑km↑  | Province | Route européenne |
|                      | Palerme Messine Centre Transfert pour Villa San Giovanni | -     | -     | ME       |                  |
|                      | Messine Sud - Tremestieri Transferts                     | 0.0   | 75,6  | ME       |                  |
|                      | Péage Messine Sud                                        | 0,0   | 75,6  | ME       |                  |
|                      | Messine Sud Giampilieri (en projet)                      | 10,0  | 65,6  | ME       |                  |
|                      | Alì Terme (en projet)                                    | ??, ? | ??, ? | ME       |                  |
|                      | Roccalumera                                              | 21,3  | 54,3  | ME       |                  |
|                      | Aire de services « Santa Teresa di Riva »                | 25,6  | 50,0  | ME       |                  |
|                      | Taormine                                                 | 35,2  | 40,4  | ME       |                  |
|                      | Giardini-Naxos                                           | 41,0  | 34,6  | ME       |                  |
|                      | Aire de services « Calatabiano »                         | 42,2  | 33,4  | CT       |                  |
|                      | Fiumefreddo                                              | 47,4  | 28,2  | CT       |                  |
|                      | Giarre                                                   | 58,7  | 16,9  | CT       |                  |
|                      | Acireale                                                 | 68,9  | 6,7   | CT       |                  |
|                      | Aire de services « Aci Sant'Antonio »                    | 71,3  | 4,3   | CT       |                  |
|                      | Péage Catane Nord                                        | 75,6  | 0,0   | CT       |                  |
|                      | Pays de l'Etna                                           | 75,6  | 0,0   | CT       |                  |
|                      | San Gregorio A18dir - Dérivation Catane Nord             |       |       | CT       |                  |
|                      | RA15 - périphérique de Catania                           | 0     | 19.9  | CT       |                  |

1. ↑   Cf annonce sur TELE90

#### A18dir Dérivation Catane Nord
L'Autoroute A18dir est une dérivation de l'autoroute A18 reliant la gare de péage de San Gregorio di Catania au centre-ville de Catane à travers la périphérie nord de la ville. Cette autoroute a une longueur de 5 km et se termine sur le viale Mediterraneo, dans le centre de Catane.
| A18dir CATANE NORD |                    |      |      |          |                  |
| Type               | Affichage          | ↓km↓ | ↑km↑ | Province | Route européenne |
|                    | San Gregorio       | 0    | 5,0  | CT       |                  |
|                    | Catane Canalicchio | 3,2  | 1,8  | CT       |                  |
|                    | Catane Centre      | 5,0  | 0    | CT       |                  |

#### Tronçon Syracuse-Modica
| A18 SYRACUSE - MODICA |                                 |      |      |          |                  |
|                       | Syracuse                        | 0    | 41,9 | SR       |                  |
| Type                  | Affichage                       | ↓km↓ | ↑km↑ | Province | Route européenne |
|                       | Aire de services 'Serramendola' | 1,3  | 40,6 | SR       |                  |
|                       | Péage (en projet)               | 11,3 | 30,6 | SR       |                  |
|                       | Cassibile                       | 11,3 | 30,6 | SR       |                  |
|                       | Avola                           | 16,7 | 26,2 | SR       |                  |
|                       | Noto                            | 26,6 | 15,4 | SR       |                  |
|                       | Aire de services 'Tellaro'      | 38,8 | 3,1  | SR       |                  |
|                       | Rosolini                        | 41,9 | 0    | SR       |                  |
|                       | Ispica - Pozzallo               | 41,9 | 0    | RG       |                  |
|                       | Modica                          | 41,9 | 0    | RG       |                  |
|                       | Route nationale 194 Ragusana    |      |      | RG       |                  |

## Travaux et projets

### Tronçon Catane-Syracuse
Le tronçon Syracuse-Catane a été ouvert aux usagers de la route le 10 décembre 2009.
Les 25 km restants, entre la sortie Passo Martino du périphérique de Catane et Villasmundo sur la SS 114, sont ainsi devenus réalité pour la Sicilie orientale et ont été transformés en autoroute.
Il est désormais possible de parcourir en autoroute le tronçon de Messine jusqu'à Syracuse. Un ouvrage qui était attendu depuis quarante ans.

### Tronçon Syracuse-Gela
Concernant le tronçon Syracuse-Gela, seule la partie Syracuse-Modica est en fonction. Pour l'autre partie, entre Modica et Scicli, le projet est finalisé, mais les travaux ne sont pas encore commencés.
Quant à la dernière tranche, entre Scicli et Gela, elle est seulement à l'état de projet.